# كراتيروس المقدوني
كراتيروس المقدوني (باليونانية القديمة:Κρατερός ὁ Μακεδών)، يسمّى أيضا كراتيواس، كان ملك مملكة مقدونيا القديمة لفترة وجيزة جدا وكان ذلك في العام 399 قبل الميلاد. خلفه على العرش أوريستيس المقدوني.

## قتله أرخيلاوس
كان عشيق أرخيلاوس الأول المقدوني، وهو المتسبب في موت أرخيلاوس الأول ولكن أسباب قيامه بذلك مختلف عليها:
- الرواية الأولى تقول قتله بغية الحصول على عرش مقدونيا.[1]
- الرواية الثانية تقول بأن أرخيلاوس وعد كراتيروس بتزويجه إحذى بناته ولكنه فيما بعد أعطاها لغيره مما أثار غضب كراتيروس فبادر إلى قتله [2]
- الرواية الثالثة تقول بأن كراتيروس وعن غير قصد قام بقتل أرخيلاوس في رحلة صيد كانا يقومان بها.[3]